# Бассетт, Дейв
Дэвид Томас Бассетт (англ. David Thomas Bassett; род. 4 сентября 1944, Станмор, Мидлсекс) — английский футболист, тренер.

## Карьера
Будучи игроком, Бассетт выступал на позиции полузащитника на полу-профессиональном уровне. Первой командой Дейва стал «Хейз», за который он играл с 1961 по 1963 год, а затем дважды возвращаясь в клуб с 1964 по 1966 и с 1968 по 1969 год. Также играл за «Уиком Уондерерс» в 1963-64 годах, за «Сент-Олбанс Сити», сыграв одиннадцать матчей в сезоне 1967/68, и за « Уолтон и Хершэм» в период с 1969 по 1974 год, будучи капитаном команды, выигравшей Кубок Любителей ФА 1973 года.
Бассетт присоединился к «Уимблдону» в 1974 году и был частью команды, которая в Кубке Англии 1974/75 годов уверенно победила команду Первого дивизиона «Бернли» в 3-м раунде, а затем добилась ничьей в 4-м раунде, выстояв в игре с действующим чемпионом Лиги чемпионов «Лидс Юнайтед». Однако, в переигровке, «Лидс» выиграл 1:0 (рикошет от колена Бассетта привёл к автоголу) и «Уимблдон» покинул соревнование.